# MobyGames
MobyGames este un website creat de Jim Leonard și Brian Hirt care cataloghează jocuri video de pe majoritatea platformelor. A fost lansat pe 1 martie 1999. Site-ul conține o bază de date imensă cu informații despre jocurile video. Pe 23 octombrie 2012, catalogul includea informații despre mai mult de 69.607 de jocuri.

## Platforme în baza de date
| - 3DO - Amiga - Amiga CD32 - Amstrad CPC - Android - Apple II - Apple IIgs - Atari 2600 - Atari 5200 - Atari 7800 - Atari 8-bit - Atari ST - BBC Micro - BlackBerry - BREW - Browser - CD-i - Channel F - CDTV - ColecoVision - Commodore 128 - Commodore 64 - Commodore PET | - DOS - DoJa - Dragon 32/64 - Dreamcast - Electron - ExEn - FM Towns - Gameboy - Gameboy Advance - Gameboy Color - Game Gear - Game.com - GameCube - Genesis - Gizmondo - Intellivision - iPad - iPhone - iPod Classic - J2ME - Jaguar - Linux - Lynx | - Macintosh - MSX - Mophun - N-Gage - N-Gage (serviciu) - NES - Neo Geo - Neo Geo CD - Neo Geo Pocket - Neo Geo Pocket Color - Nintendo 3DS - Nintendo 64 - Nintendo DS - Nintendo DSi - Odyssey - Odyssey² - Microvision - Palm OS - PC Booter - PC-88 - PC-98 - PC-FX | - Playdia - PlayStation - PlayStation 2 - PlayStation 3 - PlayStation Portable - RCA Studio II - SAM Coupé - SEGA 32X - SEGA CD - SEGA Master System - SEGA Pico - SEGA Saturn - SEGA SG-1000 - Sharp X1 - Sharp X68000 - Sinclair QL - SNES - Spectravideo - SuperGrafx | - Symbian - TI-99/4A - TRS-80 - TRS-80 CoCo - TurboGrafx CD - TurboGrafx-16 - V.Smile - Vectrex - VIC-20 - Virtual Boy - Wii - Windows - Windows 3.x - Windows Mobile - Windows Phone - WonderSwan - Wonderswan Color - Xbox - Xbox 360 - ZX Spectrum - Zeebo - Zodiac |